# Sonho de liberdade
Sonho de liberdade es el nombre del decimosexto álbum de estudio del cantautor español José Luis Perales. Fue publicado en 1987. Es la versión en portugués del álbum Sueño de libertad.
Contiene las versiones en portugués de los temas: «Amada mía» (Amada minha), «Desde que te quiero» (Desde que te amo), y «A más de mil quilómetros de ti» (A mais de mil quilômetros de ti).

## Listado de canciones

### Disco de vinilo
| Lado A |                                                     |                                           |          |  |
| N.º    | Título                                              | Letras                                    | Duración |  |
| 1.     | «Amada minha» (Versión al portugués de «Amada mía») | Adaptación al portugués por Paulo Camargo |          |  |
| 2.     | «Quiero ser agua fresca»                            |                                           |          |  |
| 3.     | «Amigo»                                             |                                           |          |  |
| 4.     | «Los guerreros»                                     |                                           |          |  |
| 5.     | «Ahora que llegó la madurez»                        |                                           |          |  |

| Lado B |                                                                                              |                                           |          |  |
| N.º    | Título                                                                                       | Letras                                    | Duración |  |
| 1.     | «Desde que te amo» (Versión al portugués de «Desde que te quiero»)                           | Adaptación al portugués por Paulo Camargo |          |  |
| 2.     | «Me gusta la palabra libertad»                                                               |                                           |          |  |
| 3.     | «A mais de mil quilômetros de ti» (Versión al portugués de «A más de mil quilómetros de ti») | Adaptación al portugués por Paulo Camargo |          |  |
| 4.     | «De profesión parao»                                                                         |                                           |          |  |
| 5.     | «No sé si es cierto»                                                                         |                                           |          |  |